# Biochanin A
Biochanin A gehört zur Isoflavon-Klasse der Flavonoide. Es wird auch den Phytoöstrogenen zugeordnet, da es sich um eine pflanzliche, nichtsteroide Verbindung handelt, die eine – schwache – östrogenartige biologische Aktivität aufweist.

## Vorkommen
Biochanin A wurde in bestimmten Hülsenfrucht-Arten gefunden, hauptsächlich in Rotklee (auch Wiesenklee genannt).

## Biosynthese
Ausgehend von dem Flavon Apigenin wird zunächst dessen (4-Hydroxyphenyl)-Gruppe von der 2-Position in die 3-Position umgelagert, wobei unter Einfluss von NADPH/H+ und Sauerstoff an der 2-Position eine Hydroxygruppe eingeführt wird. Es entsteht das 2-Hydroxy-2,3-dihydrogenistein, welches enzymatisch Wasser eliminiert und somit zu Genistein wird. Methylierung der Hydroxygruppe in 4-Position des Phenylrests mit S-Adenosylmethionin liefert schließlich das Biochanin A.